# Neal Harris
Neal Okleigh Harris (Ringtown, 9 maggio 1906 – Lancaster, 8 febbraio 1982) è stato un cestista, allenatore di pallacanestro, giocatore di baseball e giocatore di football americano statunitense.

## Carriera
Harris ha giocato una stagione nella Eastern Professional Basketball League con la maglia del Chester, nel ruolo di guardia. All'attività cestistica ha affiancato quella professionistica nel football americano, giocando nel ruolo di tight end con Coaldale e Stapleton, e nel baseball, disputando una stagione con Cumberland in Middle Atlantic Baseball League.
Terminata l'attività da giocatore, ha allenato la squadra di pallacanestro dell'Albright College di Reading (Pennsylvania) per dieci stagioni dal 1938, prima di venire ingaggiato dalla Federazione egiziana come guida tecnica dell'Egitto alle Olimpiadi londinesi. Nel 1948 è ritornato a guidare la squadra dell'Albright College, dimettendosi poi nel 1949; dal 1950 fino al 1976 è stato il direttore del programma sportivo della United  States  Army in Europa.